# متیو کافارو
متیو کافارو (انگلیسی: Mathieu Cafaro؛ زادهٔ ۲۵ مارس ۱۹۹۷) بازیکن فوتبال اهل فرانسه است.
از باشگاه‌هایی که در آن بازی کرده‌است می‌توان به باشگاه فوتبال تولوز اشاره کرد.